# Richmond Theatre
L’actuel Richmond Theatre, situé dans le quartier londonien de Richmond upon Thames, est un théâtre victorien britannique situé à Little Green, à proximité de Richmond Green. Il a ouvert ses portes le 18 septembre 1899 avec une performance de As You Like It. Il s'agit de l’un des plus beaux exemples du travail de l’architecte de théâtre Frank Matcham ayant survécu. Le bâtiment en brique rouge et terre cuite, est classé Grade II * par Historic England. John Earl, l'écrivain de 1982, l'a décrit comme "d'une importance exceptionnelle, en tant que théâtre Matcham le plus complètement préservé du Grand Londres et l'un de ses intérieurs les plus satisfaisants".

## Histoire
Le théâtre, à l'origine connu sous le nom de Theatre Royal et Opera House  comprend un auditorium richement décoré. Son intérieur et son extérieur ont été utilisés comme décor de cinéma dans de nombreux films (par exemple Evita, Topsy-Turvy, reconstitution du théâtre victorien Savoy, Finding Neverland - doublure du théâtre du duc d'York, Benjamin Gates et Le livre des secrets - siège du théâtre Ford) et des programmes télévisés (par exemple Jonathan Creek). 

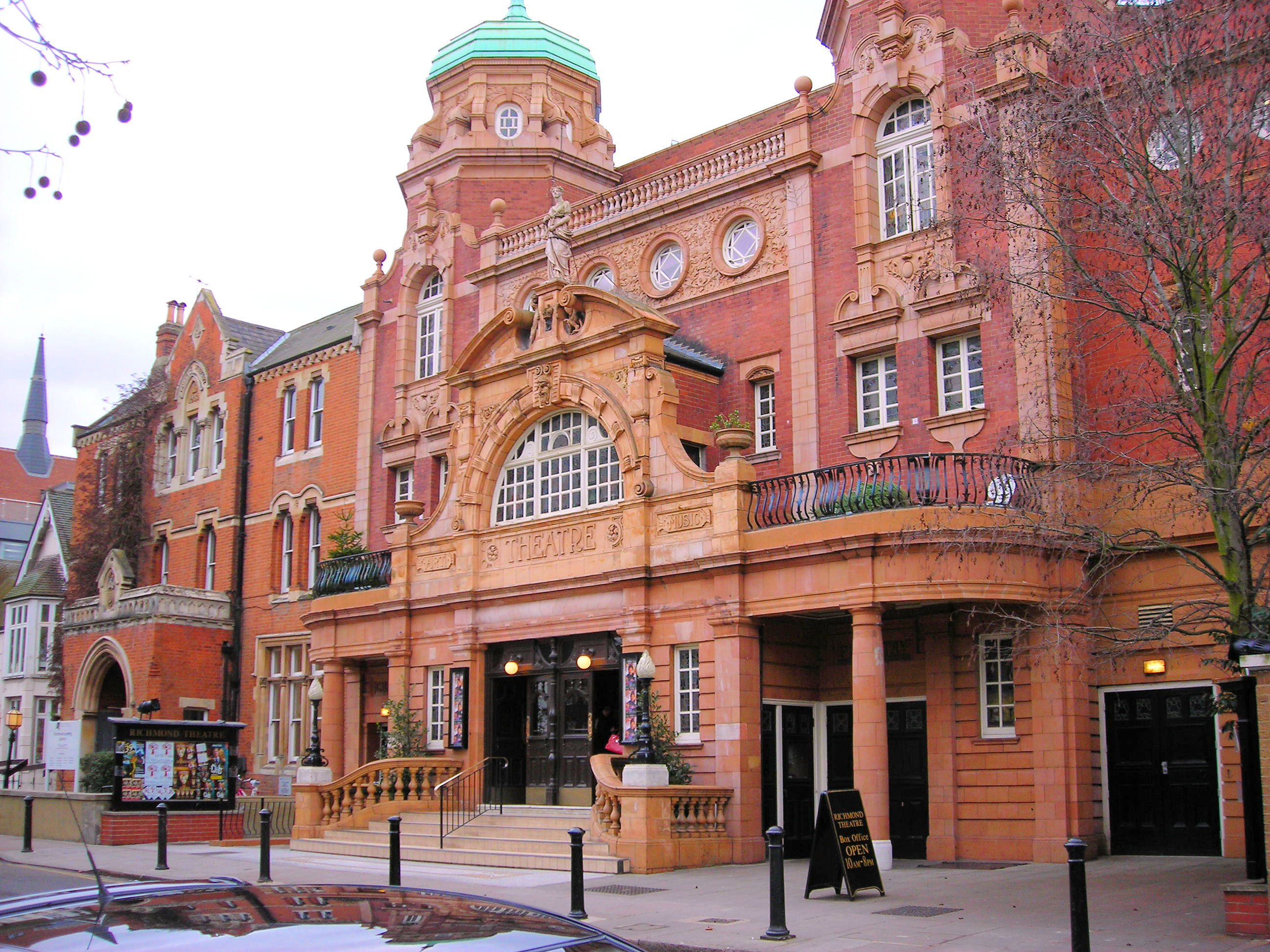
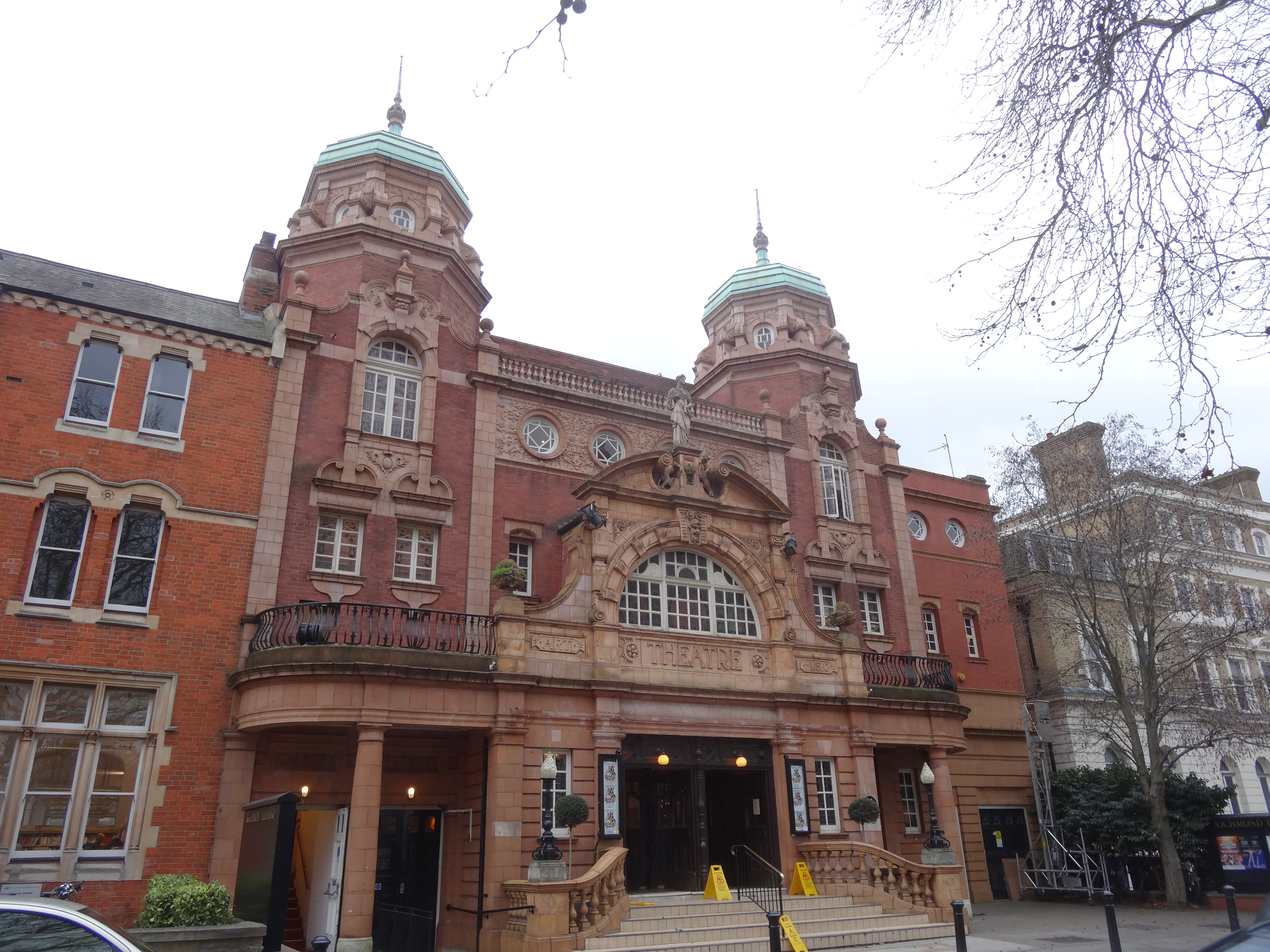
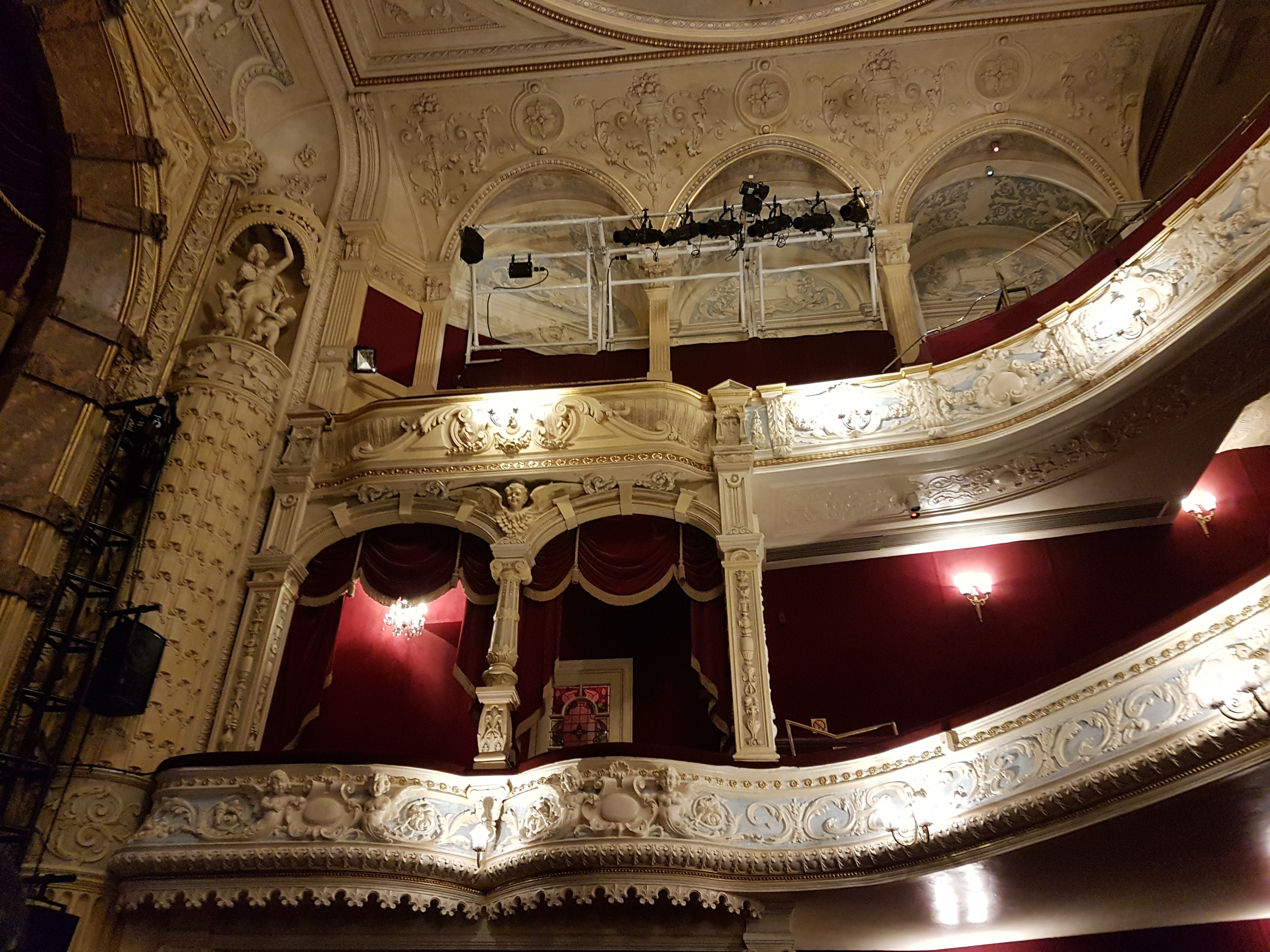
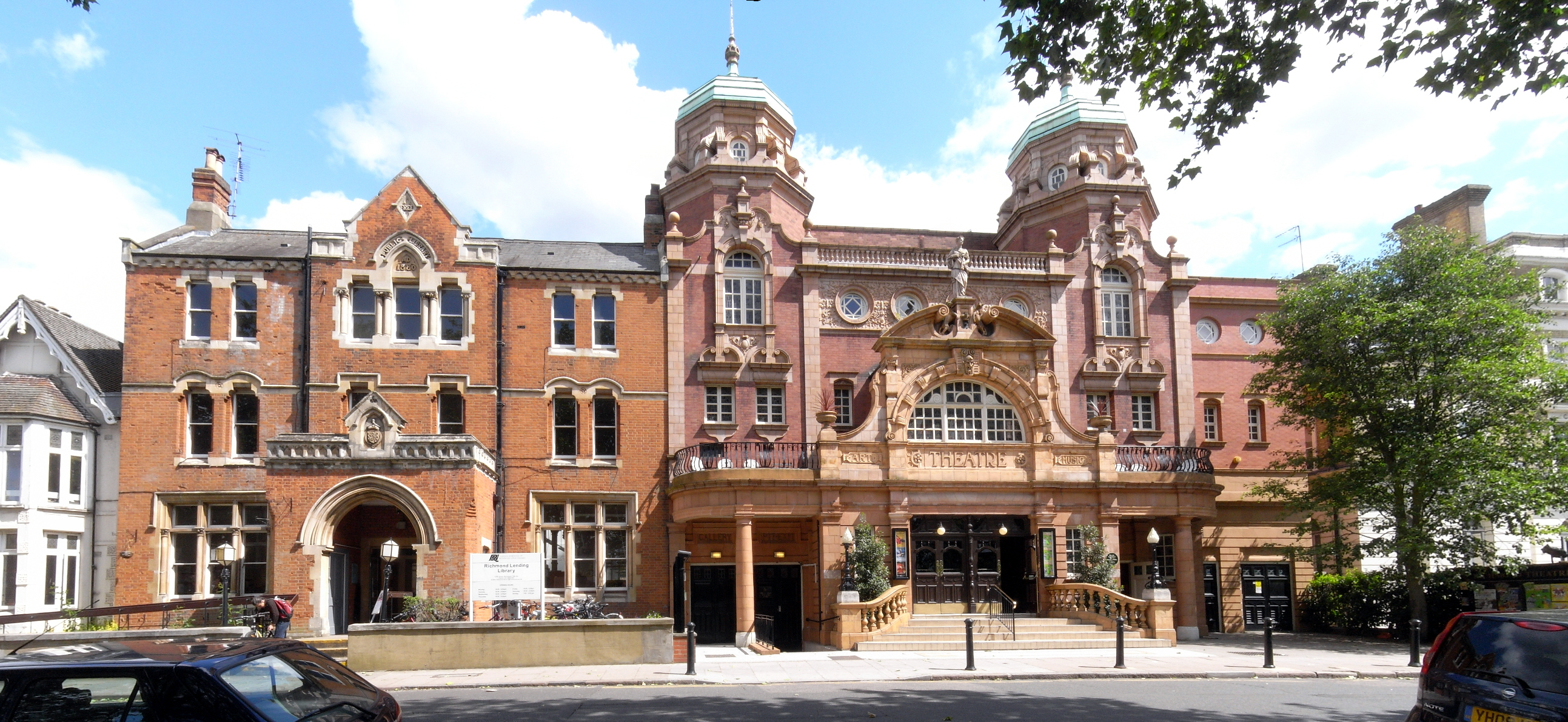

## Programme
Le théâtre propose un programme hebdomadaire de pièces de théâtre et de comédies musicales, généralement présenté par des compagnies de tournées professionnelles. Des spectacles pré-West End peuvent parfois être vus. Il existe une tradition de la pantomime de Noël et du Nouvel An et beaucoup des plus grands interprètes de music-hall et de pantomime de Grande-Bretagne y sont apparus.
En 2016, le théâtre a reçu le People's Choice Award aux Richmond Business Awards.

## Sources
- Guide des théâtres britanniques de 1750 à 1950, John Earl et Michael Sell pp.   134–5 (Theaters Trust, 2000)  (ISBN 0-7136-5688-3)